# 长虹公园
39°07′58″N 117°08′50″E / 39.1329°N 117.1472°E
长虹公园，又称长虹生态园，位于中华人民共和国天津市南开区长江道与红旗路交口东北侧。1953年启动建设，1956年建成，初名湾兜公园。1986年，重建并更名为长虹公园，占地约33公顷。2008年7月1日，长虹公园经过修葺整修后，开始免费对外开放并增加“长虹生态园”的名称。

## 历史
长虹公园最初为花圃用地。1958年，天津市在此规划建设为大型公园，占地面积46.49公顷。

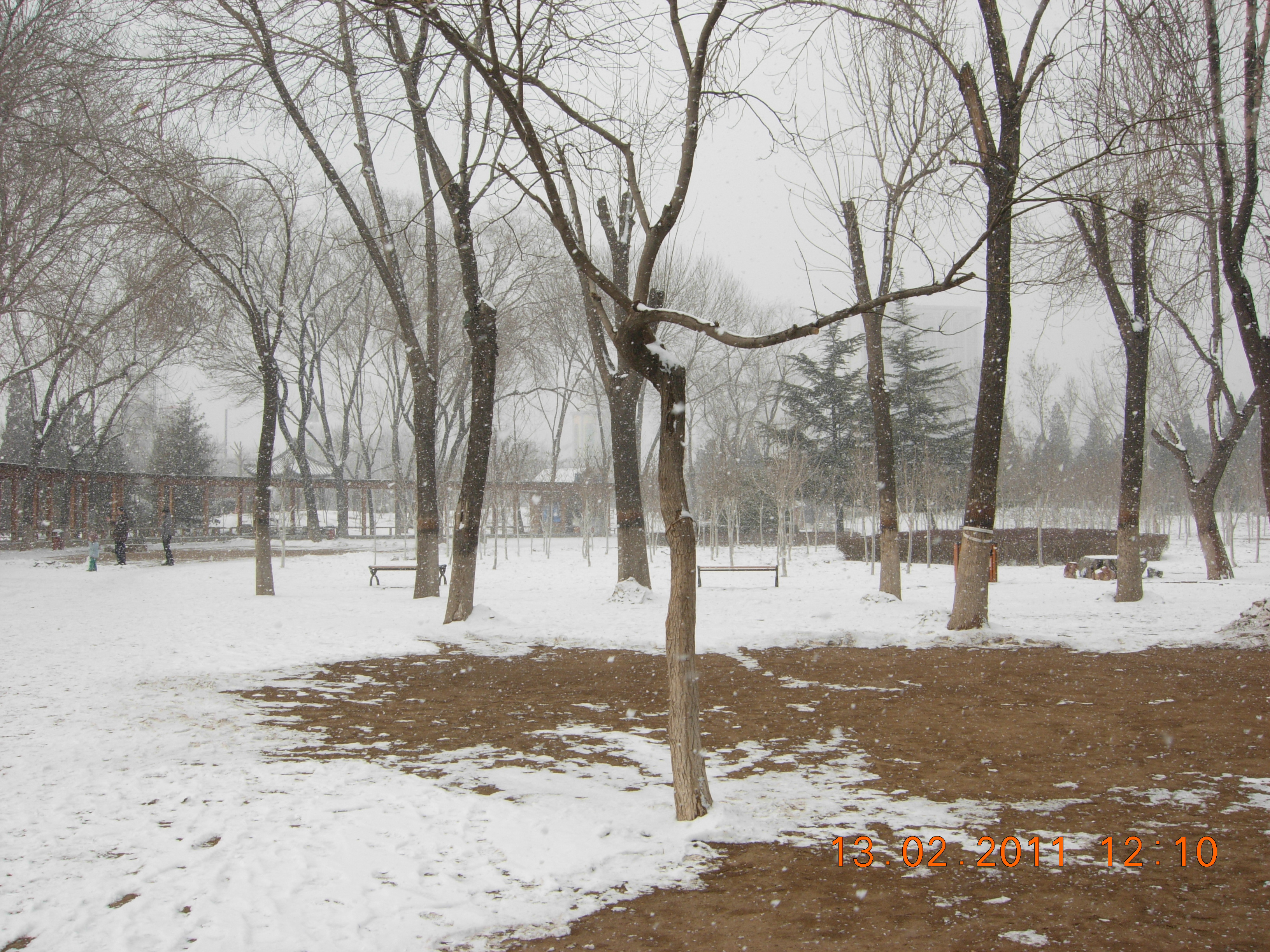
冬季长虹公园的树林

但在1959至1961年，遇到三年困难时期，经济困难，修建公园的计划被搁置。拟建设公园的土地暂交西营门生产大队使用，仅留小部分由南开区园林队改作苗圃。1971年，天津市南开区决定收回土地，重建公园。1986年，南开区政府集资恢复重建公园。
1986年6月6日，天津市人民政府批了准湾兜公园拟更名为长虹公园的方案。6月20日，南开区地名办公室通知，根据据湾兜公园的地理位置及公园特色与名称含义美的原则，公园正式更为长虹公园。6月30日，长虹公园正式开放。
2003年12月至2004年7月，长虹公园实施“南门破墙透绿工程”，拆除园南门围墙处48间经营性门脸房违章建筑，在原公园围墙处新建铁艺透视性围墙，使公园内部景观与城市融为一体。

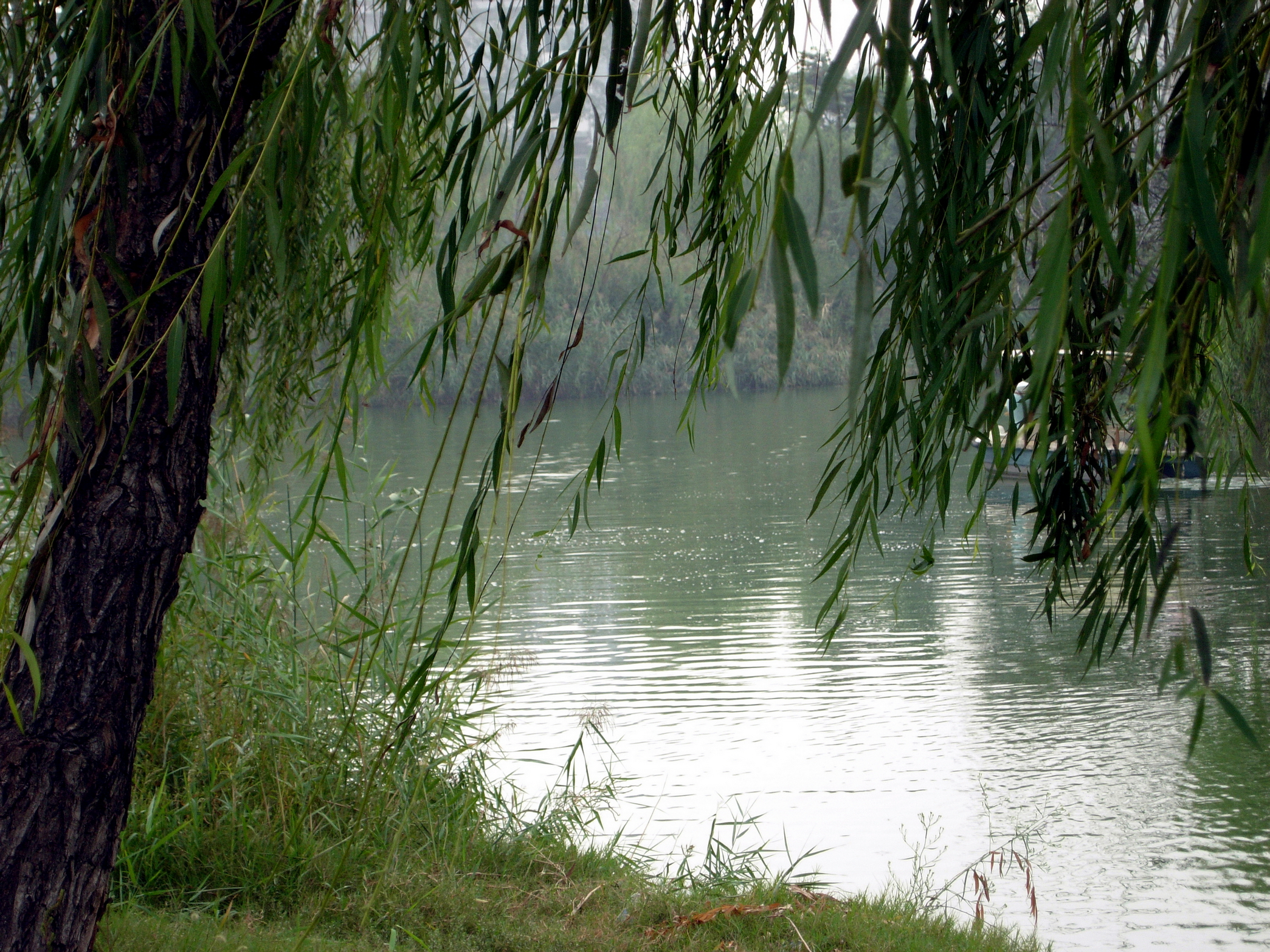
长虹公园湖面

2008年7月1日，长虹公园经过修葺整修后，开始免费对外开放并增加“长虹生态园”的名称。

## 交通
公园周边设有长虹公园站，天津地铁2号线和天津地铁6号线在此换乘。

## 参阅
- 水上公园